# Intel 80386
Az Intel 80386, amely másként i386 vagy egyszerűen csak 386 néven is ismert, az Intel által kifejlesztett x86-os processzorcsalád első 32 bites tagja. 1985-ben mutatták be. Az első verziók 275 000 tranzisztort tartalmaztak és a kor több munkaállomásában és csúcskategóriás személyi számítógépében használták központi egységnek. Mivel utasításkészlete gyakorlatilag a 8086-os processzor 32 bites kiterjesztése, ez a processzor teljes mértékben visszafelé kompatibilis elődjeivel, azaz bináris és kód-kompatibilis egészen a 8086/8088 processzorokig, így változtatás nélkül képes futtatni a meglévő programkódot. A 32 bites utasításkészlet a későbbi processzoroknál is jelen van, ezt x86, IA-32 vagy i386-architektúra néven emlegetik, a szövegkörnyezettől függően.
Adat- és címbusza is 32 bites. 32 bites általános célú regiszterei magukba foglalják az előző generációk hasonló regisztereit. A valós és védett üzemmód mellett megjelent egy harmadik is, a virtuális üzemmód. Memóriakezelésére jellemző a szegmentálás és a lapozás.
Védett üzemmódja megőrizte a 80286 által bevezetett üzemmódot, amit 16 bites protected mód néven találunk meg, de kiterjesztette azt 32 bitesre is, ahol lehetőség van akár 4 gigabájt méretű szegmensek és címtér használatára is, szemben a max. 64 kilobájt méretű szegmensekkel és 16 megabájt címtérrel, amit 16 bites védett módban a 80286 tud.

## Csipváltozatok

### 80386SX

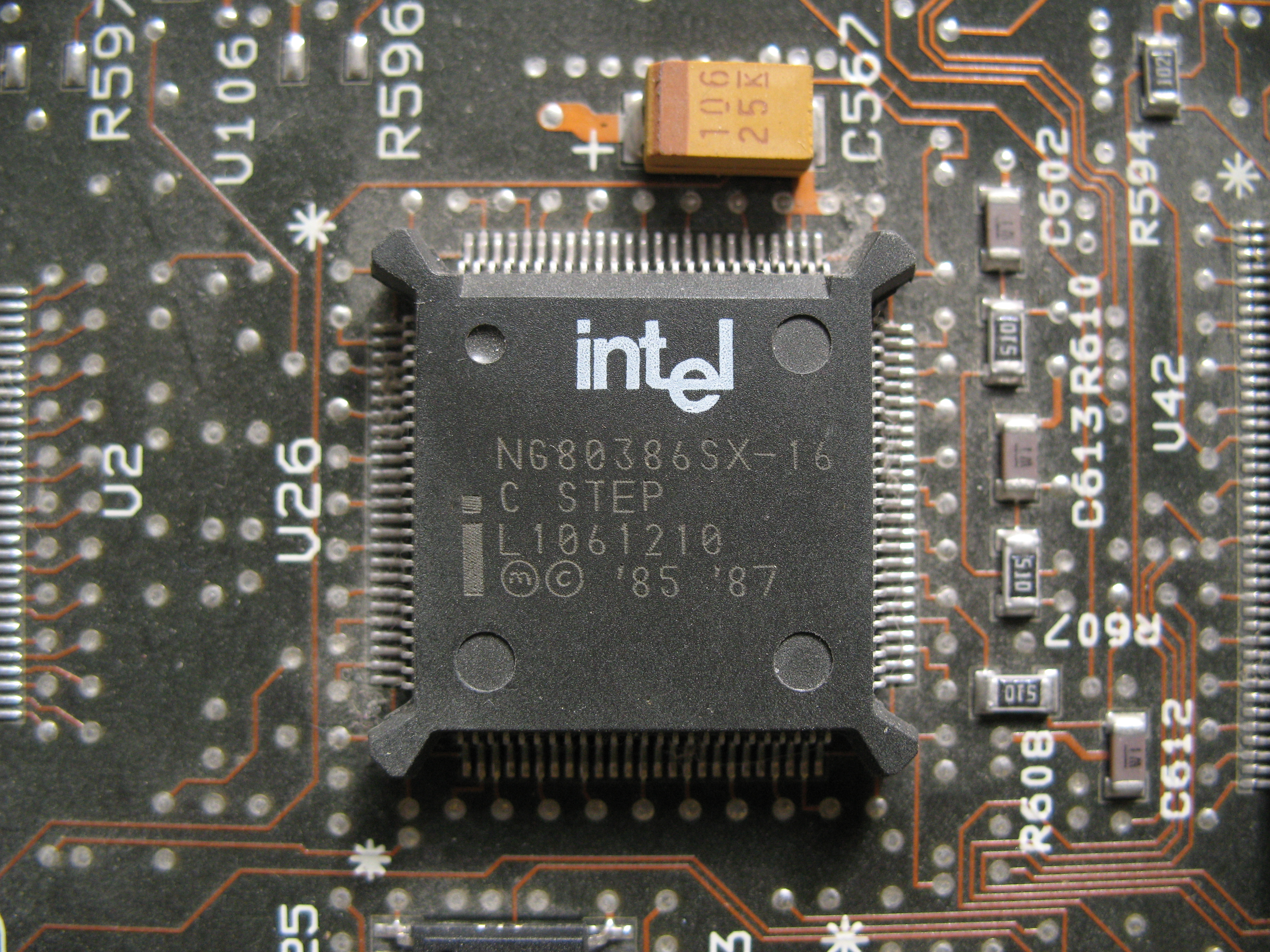
Felületszerelt Intel 80386SX egy Compaq Deskpro számítógépben. Nem továbbfejleszthető.

1988-ban az Intel bevezette a 80386SX-et, elterjedtebb rövid nevén a 386SX-et. Ez a 80386 olcsóbb, otthoni, kisvállalati vagy oktatási célú PC-kbe szánt, 16 bites adatbusszal szerelt változata volt, míg a 386DX-et, a teljes változatot szánták komolyabb munkaállomásokba, kiszolgálókba. Bár a CPU belül teljesen 32 bites maradt, a 16 bites külső adatbusz egyszerűsítette az áramköri kialakítást és a teljes gyártási költséget. A 16 bites busz egyszerűbbé tette az áramköröket, de visszafogta a teljesítményt. Az elvileg 32 bites címbuszból is csak 24 tüskét csatlakoztattak ténylegesen, ezzel a megcímezhető memóriát 16 MB-ra korlátozták, de ez akkoriban nem tűnt kritikus korlátnak. A teljesítménycsökkenést a buszszélességen kívül a gyorsítótár hiánya is fokozta.
Az eredeti 80386-ost utólag átnevezték 80386DX-re, hogy egyértelműbbé tegyék az egyes változatok közötti különbségeket. Az Intel azonban később a 80486DX processzornál a 'DX' utótagot a processzor lebegőpontos képességeinek megjelölésére használta. A 80387SX a 80387-es lebegőpontos koprocesszor 386SX-szel lábkompatibilis (tehát 16 bites adatbusszal rendelkező) változata volt. A 386SX-et felületszerelt QFP-tokozásban hozták forgalomba, néha upgrade-elhető socketben.

### i386SL
Az i386SL jelű modellt laptopokba szánt, energiatakarékos változatként vezették be. A processzor számos energiaellátási beállítással rendelkezett (pl. SMM), és többfajta „sleep” üzemmóddal, melyek az akku élettartamát növelték. 16-64 kilobájtnyi külső processzor-gyorsítótárat is támogatott. Az extra képességek és áramkör-megvalósítási technikák miatt ez a variáns több mint háromszor annyi tranzisztort tartalmazott, mint az eredeti i386DX. Az i386SL először 20 MHz-es órajellel jelent meg, ezt később követte a 25 MHz-es modell.

## Felépítés

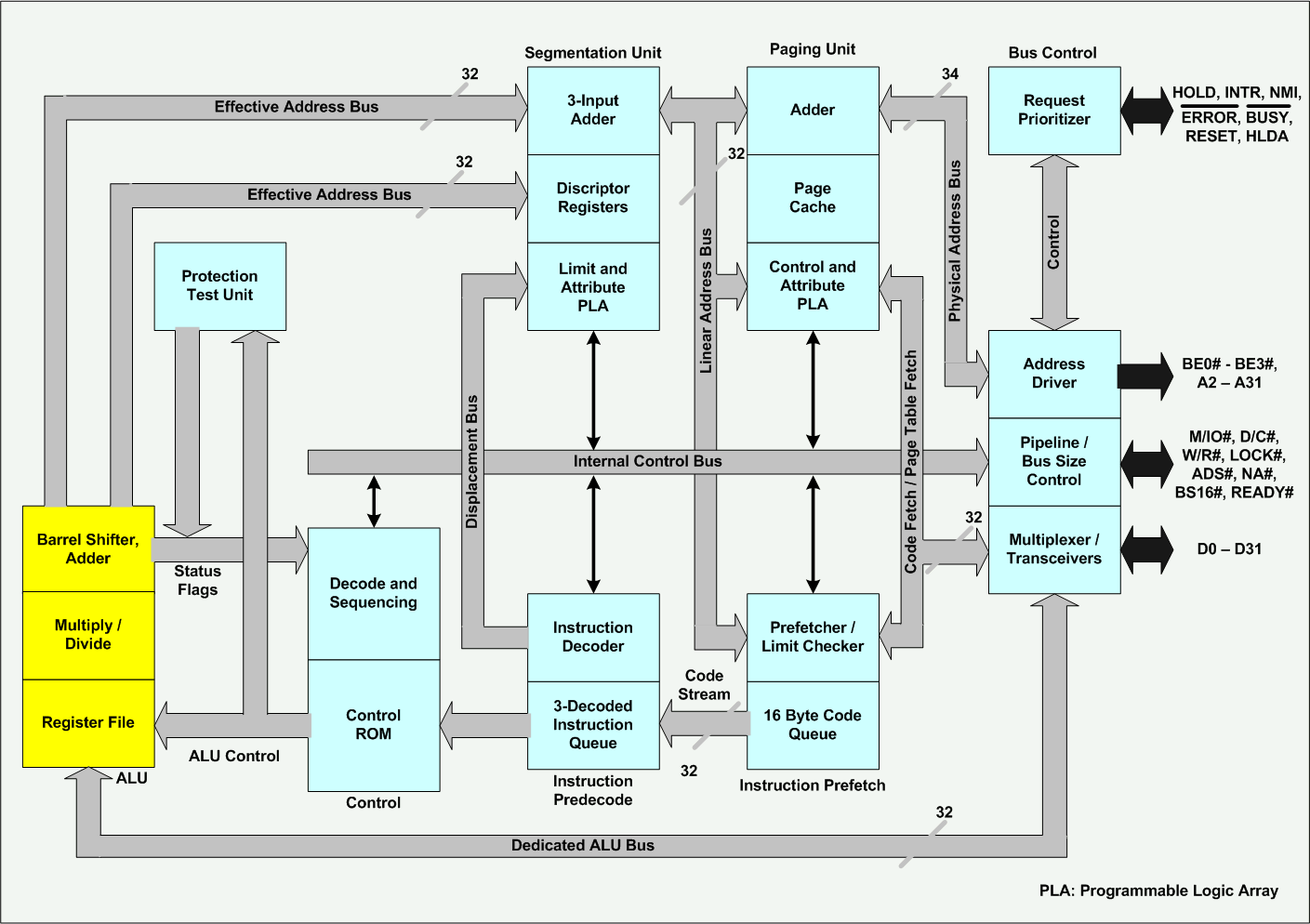
Az i386 processzorok mikroarchitektúrája